# Donnie Brasco
Joseph Dominick Pistone (født 1939), bedre kendt under navnet Donnie Brasco er en tidligere FBI-agent, som arbejdede undercover i seks år for at infiltrere Bonanno-familien og i mindre grad Colombo-familien, dele af mafiaen i New York City. Pistone har sagt at han kunne være blevet medlem af Bonanno-familien, hvis han havde myrdet Phillip Giaccone i december 1981. Dette mord blev aflyst, men Pistone blev senere hyret til at myrde Alphonse Indelicatos søn, Anthony Indelicato. Pistone blev specialagent for FBI i 1969, 7 år før han gik undercover.